# 圭迪佐洛
圭迪佐洛（義大利語：Guidizzolo），是意大利曼托瓦省的一个市镇。总面积22平方公里，人口6140人，人口密度279.1人/平方公里（2009年）。国家统计（ISTAT）代码为020028。